# França nos Jogos Olímpicos de Verão de 1964
A França participou dos Jogos Olímpicos de Verão de 1964 em Tóquio, no Japão.